# Max Samuel
Max Samuel (* 9. Januar 1883 in Argenau; † 2. September 1942 in Blackburn) war ein deutscher Unternehmer und Gemeindevorsitzender der Israelitischen Gemeinde in Rostock.

## Leben
Die berufliche Ausbildung Max Samuels begann im Schuhgeschäft eines Verwandten im mecklenburgischen Güstrow. Hier erhielt er die Möglichkeit, in einer kleinen Werkstatt eigene Erfindungen zu entwickeln. Ergebnis dieser Arbeiten war die Entwicklung von orthopädischen Artikeln und Schuhzubehör, mit deren Hilfe er 1906 die Firma EMSA-Werke gründete. Für Wildlederschuhe entwickelte er eine patentierte Bürste, die ihm guten Absatz sicherte: er lieferte zunächst deutschlandweit, später auch nach Russland, Skandinavien, England und in die USA. Im Jahr 1906 heiratete Max Samuel Berta Geßner (1878–1937), die Tochter des bayerischen Lehrers, Gewerkschafters und Gemeindekantors Jakob Geßner (1848–1937). In Güstrow wurden der Sohn Herbert (1907–1992) und die Tochter Käthe (1910–1987) geboren.

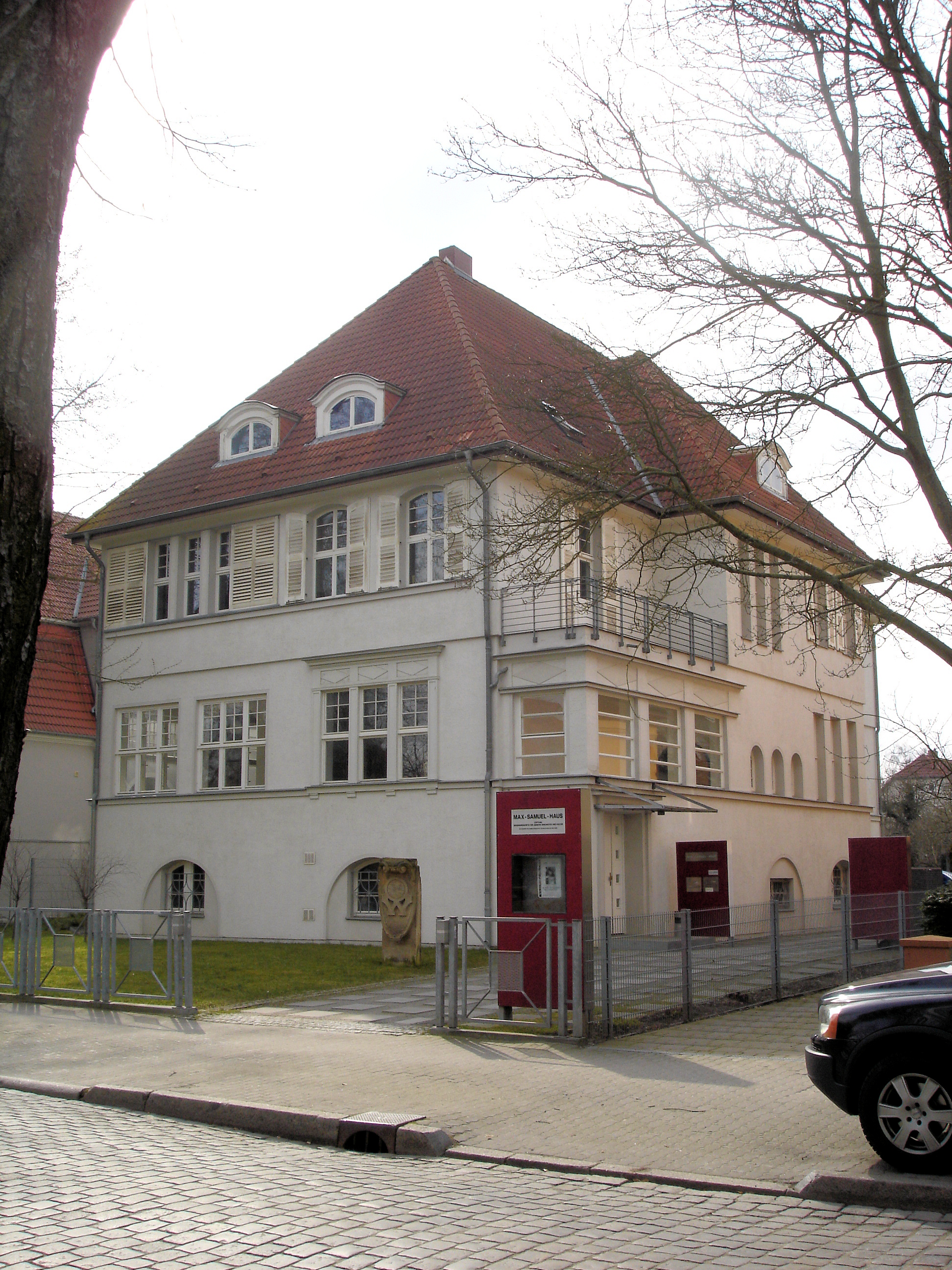
Wohnhaus am Schillerplatz Rostock

Die Bedingungen für die expandierende Firma waren in der Kleinstadt Güstrow nicht günstig, so kaufte Max Samuel in der Hafenstadt Rostock in der Friedrichstraße ein großes Grundstück und baute dort seine Fabrik auf, in der er zeitweilig über 150 Mitarbeiter beschäftigte und die er mit modernen Methoden führte und leitete. 1921 erwarb er als Wohnhaus die Villa am Schillerplatz 10, die 1912 vom Laager Architekten Paul Korff im Auftrag des Physiologen Hans Winterstein erbaut wurde.
1923 wurde Max Samuel Gemeindevorsteher der Jüdischen Gemeinde in Rostock. In dieser Funktion verstand er es, streng religiöse Gemeindemitglieder und gemäßigte gleichermaßen in das Gemeindeleben einzubinden und eine Teilung der Gemeinde, wie in vielen anderen Gemeinden geschehen, zu verhindern. Rostock war die größte jüdische Gemeinde in Mecklenburg und mit diesem Argument erreichte Max Samuel, dass das Landesrabbinat und der Oberrat von Schwerin nach Rostock verlegt wurden. Im Jahr 1930 übernahm er selbst den Vorsitz des Israelitischen Oberrates von Mecklenburg-Schwerin.
Gesellschaftlich aktiv war Max Samuel als Mitglied der Korporation der Kaufmannschaft und als Mitglied der Landes-Universitäts Gesellschaft. Diese Funktionen konnte er nach der Machtergreifung der Nazis 1933 nicht mehr ausführen und beschränkte seine Aktivitäten auf die Gemeindeleitung. Hier sorgte er für die Sicherung der jüdischen Friedhöfe in Mecklenburg und versuchte, bei den Gemeindemitgliedern die geistige Selbstbehauptung zu stärken. Er kümmerte sich besonders um die Sozialarbeit in den jüdischen Gemeinden, die immer wichtiger und notwendiger wurde. Viele wegen ihres Glaubens entlassene Arbeiter stellte er in seinen Werken ein und sorgte für Ausreisepapieren oder Reisegeld.
Herbert Samuel emigrierte 1934 nach Blackburn in England, um dort ein Zweigwerk der EMSA-Werke zu gründen, seine Schwester Käthe folgte 1936. 1937 starb Berta Samuel und nach der Arisierung seines Werkes im Frühjahr 1938 folgte Max Samuel seinem Sohn nach Blackburn, obwohl er oft erklärt hatte, Deutschland nicht verlassen zu wollen. Er versuchte, in der Firma des Sohnes zu wirken, kümmerte sich aber weiterhin um verfolgte Juden. Nicht lang nach der Geburt seines zweiten Enkels, George Kaiser, starb Max Samuel in Blackburn.
Der Rostocker Maler Egon Tschirch schuf 1920 ein Porträt von Max Samuel in Öl. 2016 wurde dies nach 65 Jahren erstmals wieder der Öffentlichkeit gezeigt.
Mit dem Ende der DDR im November 1989 konnte die kommunistische Vernachlässigung der jüdischen Geschichte und der Antizionismus des Ostblocks enthüllt und kritisiert werden. Herbert Samuel erhielt die Möglichkeit, sein Elternhaus zurückzuerhalten. Im Juli 1991 stellte er seine Villa der Vereinigung für jüdische Geschichte und Kultur in Rostock e. V. zur Verfügung. Am 2. September 1991, dem 49. Todestag Max Samuels, fand die Eröffnungssitzung der Stiftung Begegnungsstätte für jüdische Geschichte und Kultur in Rostock statt. Unter Führung der Stiftung ist das Max-Samuel-Haus seither Treffpunkt, Kulturstätte und Forschungseinrichtung jüdischer Geschichte und Kultur.